# Estadio Municipal Arabelo Fallas
El Estadio Municipal de Aserrí Arabelo Fallas es un estadio ubicado en Vuelta de Jorco en el Cantón de Aserrí, Costa Rica. Su sede es utilizada por Aserrí F.C. de la Liga de Ascenso.
En agosto de 2023 como parte de los proyectos de la Federación Costarricense de Fútbol para la masificación del fútbol a nivel nacional, es que el cantón de Aserrí se unió a la lista selecta de localidades que cuentan con un estadio nuevo a través del programa Forward de la FIFA.